# サンケイホール
サンケイホールは、産業経済新聞社（産経新聞）が東京都千代田区大手町の東京サンケイビル（東京本社）内で運営するホール。かつては旧大阪本社があった大阪市北区桜橋と東京都千代田区有楽町にも同名のホールが存在した。運営母体は株式会社サンケイビル。

## サンケイホール（大阪）
1952年、大阪市内では戦後初となる本格的なコンサートホールとして開場。当初は戦前にあった朝日会館の講堂を参考に設計される予定だったが、当時の産経のオーナーであった前田久吉と偶然一緒になったクラシック音楽指揮者・朝比奈隆がその規模を聞いて落胆し、1500人収容規模のコンサートホールに設計を変更したという経緯がある。杮落とし公演はその朝比奈が指揮する関西交響楽団の演奏会だった。
以来、大阪の都心という好立地を活かし、様々なアーチストや上方演芸のコンサート・公演の拠点として稼動し続けてきたが、2005年7月、産経新聞大阪本社の浪速区湊町への移転と、それに伴う西梅田再開発計画の一環により閉鎖が決定。いったん53年の歴史にピリオドが打たれ、2008年同地に完成したブリーゼタワーに新ホール（サンケイホールブリーゼ）として再開場した。

## 大手町
1955年に東京産経会館の開館と同時に開業したが、新館建設のため1971年に閉鎖。過去には『第6回NHK紅白歌合戦』や、「世紀の祭典」（フジテレビ）などの公開放送の会場としても使用されていた。
2000年に東京サンケイビルの2階～4階が貸会議室フロア「大手町サンケイプラザ」となっている。4階の客用スペースの大部分が「ホール」となっていて、600名を収容する。椅子やテーブルを必要に応じ並べる形式であり、飲食を行うイベントにも貸し出されていることから、どちらかというとコンベンションホール、ホテルの大型バンケットルームに近い。